# Oreocnide boniana
Oreocnide boniana là loài thực vật có hoa trong họ Tầm ma. Loài này được (Gagnep.) Hand.-Mazz. mô tả khoa học đầu tiên năm 1931.